# Balones
Balones és una població del País Valencià situada a la comarca del Comtat.

## Geografia
Ubicat en la vall de Seta, en el vessant meridional de la serra d'Almudaina, font als Frares de la Serrella. Hi ha les coves de sant Francesc, el Tossal de la Creu o Llometa (900 m) i el jaciment ibèric de Pitxòcol com a paratges més pintorescos.
El seu terme abasta els 11,2 km².

## Història
S'han trobat importants restes ibèriques a la partida de Pixòcol, entre elles la Bitxa de Balones. Antiga població musulmana. Després de ser conquerida per Jaume I a mitjan segle xiii, seguí sent un lloc de moriscos. L'any 1602 estava constituïda per 49 famílies. Balones s'integrà en el marquesat de Guadalest i, durant el segle xvi, pertanyé a la parròquia de la vall de Seta.

## Demografia i economia
La població, que l'any 1900 n'era de 318 habitants (baloners) ha minvat un 30% a causa de l'emigració de llurs habitants a França, durant la primera meitat de segle, i als nuclis industrials més propers com ara Alcoi, des de la dècada dels 50. L'any 2002 el nombre d'habitants es xifra en 180. La seua economia es basa en l'agricultura de secà, olivera i ametla.
| 1900 | 1910 | 1920 | 1930 | 1940 | 1950 | 1960 | 1970 | 1981 | 1991 | 2000 | 2005 | 2006 |
| ---- | ---- | ---- | ---- | ---- | ---- | ---- | ---- | ---- | ---- | ---- | ---- | ---- |
| 381  | 353  | 313  | 322  | 298  | 303  | 293  | 242  | 203  | 152  | 183  | 169  | 160  |

## Política i govern

### Alcaldia
Des de 2015 l'alcalde de Balones és Juan Tomás Bou Pérez del Partit Socialista del País Valencià (PSPV).
| Període                       | Alcalde o alcaldessa                                     | Partit polític | Data de possessió     | Observacions         |
| ----------------------------- | -------------------------------------------------------- | -------------- | --------------------- | -------------------- |
| 1979–1983                     | Francisco Martí Orts                                     | UCD            | 19/04/1979            | --                   |
| 1983–1987                     | Joaquín Orihuel Ferrando                                 | PSPV-PSOE      | 28/05/1983            | --                   |
| 1987–1991                     | Joaquín Orihuel Ferrando                                 | PSPV-PSOE      | 30/06/1987            | --                   |
| 1991–1995                     | Joaquín Orihuel Ferrando                                 | PSPV-PSOE      | 15/06/1991            | --                   |
| 1995–1999                     | Joaquín Orihuel Ferrando                                 | PSPV-PSOE      | 17/06/1995            | --                   |
| 1999–2003                     | Joaquín Orihuel Ferrando                                 | PSPV-PSOE      | 03/07/1999            | --                   |
| 2003–2007                     | Juan Ramón Nadal Domènech                                | PP             | 14/06/2003            | --                   |
| 2007–2011                     | Juan Ramón Nadal Domènech Ángeles Desirée Nadal Bernábeu | PP             | 16/06/2007 28/10/2010 | Dimissió/renúncia -- |
| 2011–2015                     | Ángeles Desirée Nadal Bernábeu                           | PP             | 11/06/2011            | --                   |
| 2015–2019                     | Juan Tomás Bou Pérez                                     | PSPV-PSOE      | 13/06/2015            | --                   |
| 2019-2023                     | Juan Tomás Bou Pérez                                     | PSPV-PSOE      | 15/06/2019            | --                   |
| Des de 2023                   | n/d                                                      | n/d            | 17/06/2023            | --                   |
| Fonts: Generalitat Valenciana |                                                          |                |                       |                      |

### Eleccions municipals de 2015
| Candidatura | Candidatura                               | Cap de llista           | Vots | Regidors | % vots |
| ----------- | ----------------------------------------- | ----------------------- | ---- | -------- | ------ |
|             | Partit Socialista del País Valencià       | Juan Tomás Bou Pérez    | 62   | 4        | 63,27% |
|             | Partit Popular de la Comunitat Valenciana | José Daniel Martí Nadal | 30   | 1        | 30,61% |
|             | Compromís per Balones                     | Jordi Davó i Moltó      | 1    | -        | 1,02%  |
| Total       | Total                                     | 102                     | 102  | 5        | 87,93% |

## Edificis d'interés

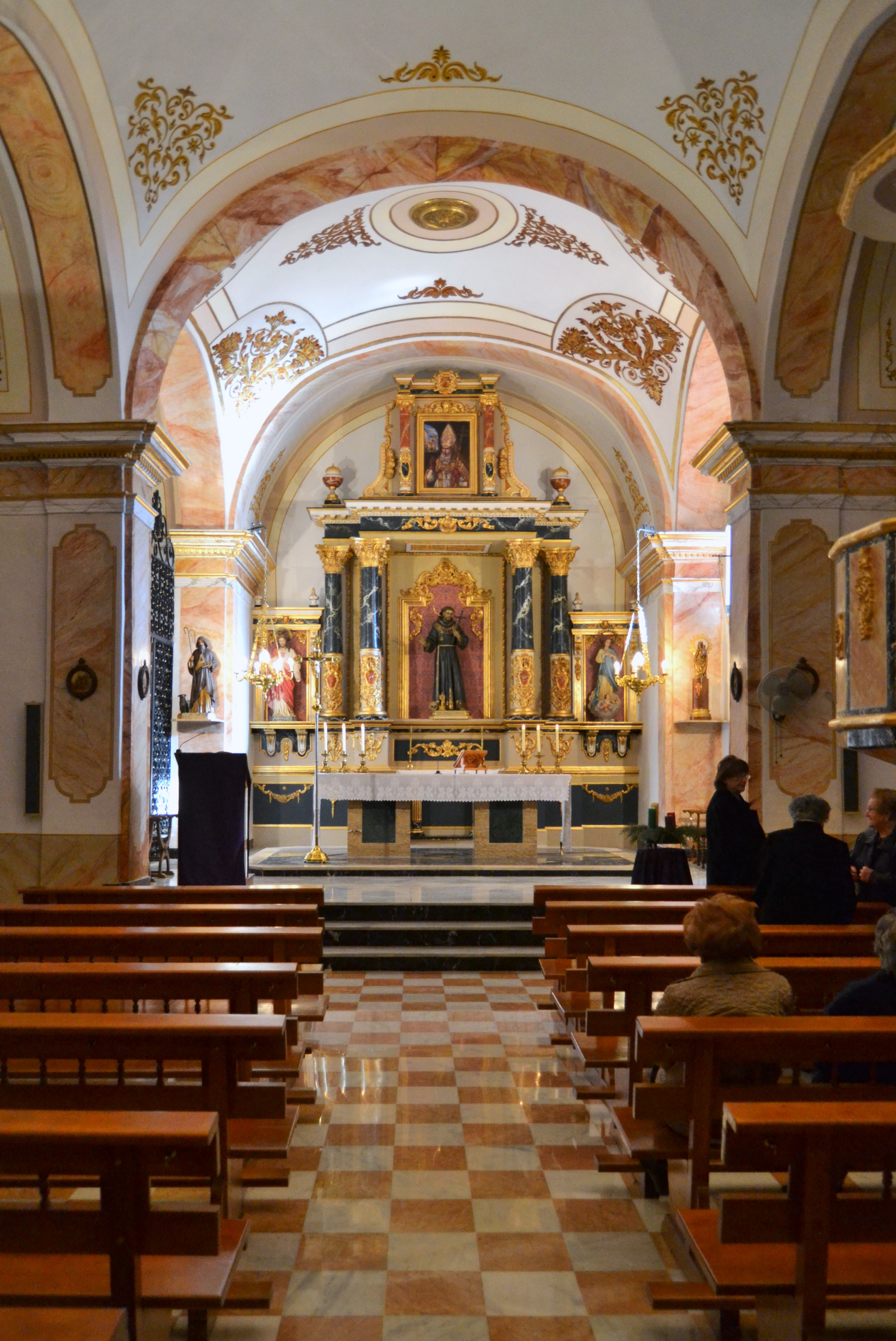
Interior de l'església de sant Francesc d'Assís.

La població es conserva amb l'encant dels petits pobles amb les seues cases blanques i restes de les muralles àrabs. El seu patrimoni es concreta en:
- L'església barroca de sant Francesc d'Assís. Segles XVIII – xix.
- El castell de Seta. Petit castell de guaita del qual romanen nombrosos elements malgrat trobar-se en ruïna absoluta.

## Gastronomia
De la seua gastronomia, la coca amb pebrera i tomata.

## Personatges il·lustres
- Joaquim Martí Gadea, filòleg.